# Neil O’Neill

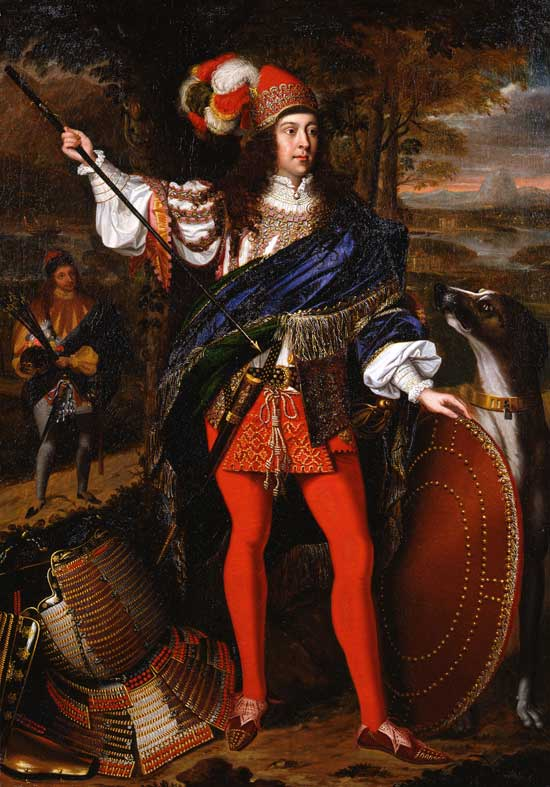
Porträt Sir Neil O’Neills von John Michael Wright (1680), heute in der Tate Gallery

Sir Neil O’Neill, 2. Baronet (irisch Niall Ó Néill, auch: O’Neil; * 1658 in Killileagh, County Antrim; † 8. Juli 1690 in der Schlacht am Boyne) war ein irischer katholischer Adliger (Chieftain) und Militär.

## Leben
Er war der Sohn von Sir Henry O’Neill, 1. Baronet und der Urururgroßenkel des Chieftains Aodh Mór Ó Néill, 2. Earl of Tyrone.
O’Neill heiratete 1677 oder 1683 Frances Molyneux, die Tochter Caryll Molyneux’, des Lord Lieutenant von Lancashire. Mit ihr hatte er die Töchter Rose, Mary, Elizabeth und Ann. Beim Tod seines Vaters um 1680 erbte er dessen 1666 in der Baronetage of Ireland geschaffenen Adelstitel eines Baronet, of Killelagh in the County of Antrim.
Er diente in einem Dragonerregiment König Jakobs II., stieg dort 1687 in den Rang eines Captains auf und stellte sich bei der Glorious Revolution stellte er sich auf die Seite der Jakobiten. Er kämpfte bei der erfolglosen Belagerung von Londonderry und erhielt 1689 das Amt des Lord Lieutenant des County Antrim.
Am 1. Juli 1690 führte er zu Beginn der Schlacht am Boyne 800 jakobitische Dragoner gegen englische Truppen unter Meinhard von Schomberg und wurde beim Angriff schwer verwundet. Am 8. Juli 1690 erlag er seinen Verletzungen. Sein Grab befindet sich auf dem Friedhof der French Church in Waterford; der Grabstein ist erhalten. 1691 wurde er postum wegen Hochverrats geächtet, wodurch seinem jüngeren Bruder und Erben Daniel, der Baronettitel aberkannt wurde.
O’Neills Porträt von 1680 von John Michael Wright ist historisch bedeutend, da es die einzige erhaltene zeitgenössische Darstellung der Tracht eines irischen Chieftains ist. Zu seinen Füssen liegt die Rüstung eines japanischen Samurai als Symbol des Sieges über die Unterdrückung der Katholiken, neben ihm steht ein Wolfshund als Symbol Irlands.